# Dialektični materializem
Dialektični materializem je filozofska smer, ki sta jo razvila Karl Marx in Friedrich Engels, naslavlja pa dve vprašanji. Prvič: kakšen je odnos med materialnim svetom in zavestjo; kako prvi vpliva na drugo in obratno? Drugič: kakšni so zakoni naravnega in družbenega razvoja?

## Materialni svet in zavest
Eno izmed osnovnih vprašanj dialektičnega materializma je vprašanje, kakšno je razmerje med umom in materialnimi pogoji bivanja. Ali je um tisti, ki izoblikuje materialni svet okrog sebe; ali pa je nasprotno materialni svet tisti, ki pusti odločilni pečat na človekovem umu in ga izoblikuje? S filozofskimi izrazi: dialektični materializem obravnava odnos med mislijo in bit; ali misel določa bit ali nasprotno bit določa misel?
Idealizem postavlja tezo, da misel oblikuje materialni svet okrog sebe, da se torej svet spreminja s tem, ko se spreminja misel, ki ima pri teh spremembah iniciativo (da torej misel določa bit). Primer dialektičnega idealizma je Hegel. Ta sicer upošteva, da misel prvotno izhaja iz konkretnih, materialno pogojenih okoliščin, a rešitev vidi v tem, da je um zmožen priti do sklepov, ki so od te materialne izkušnje popolnoma neodvisni, ki so torej univerzalni. Takšna univerzalnost kot posledica umskih izpeljav naj bi tudi bila podlaga za koncepte, kot na primer Dobro, ter pravo, ki naj bi iz tega izhajalo. 
To ne pomeni, da idealistična dialektika (kot npr. pri Heglu) vsako pravo pojmuje kot manifestacijo Dobrega; nadalje to ne pomeni, da zanika problematičnost zgodovinskih zakonodaj (kot npr. da je rimsko pravo dopuščalo suženjstvo); ne zanika niti, da so ti problemi rezultat zgodovinskih okoliščin. Nasprotno pa teh zgodovinskih okoliščin ne pojmuje kot ključnih faktorjev pri oblikovanju same vsebine zakonov, temveč kot oviro k razvoju zakona, ki bi odražal absolutno Dobro. Drugače: idealizem pojmuje zgodovinski razvoj človeštva kot prizadevanje razuma, da se osvobodi svojih zgodovinskih spon; za idealizem je zgodovina človeštva zgodovina razvoja Zavesti.
Materializem je negacija idealizma; iz vidika dialektike slednjo obrne na glavo. Ne zruši povezave med mislijo in materialnim svetom, ampak obrne tezo idealizma. Materializem trdi, da ni človeški um tisti, ki oblikuje materialni svet, ampak je nasprotno materialni svet tisti, ki izoblikuje človeški um. Ni misel tista, ki oblikuje bit, ampak bit oblikuje misel. Ni zavest tista, ki določa, kakšen je svet okrog nje, ampak ta svet izoblikuje zavest.
Primer takšne zavesti je religija. Marxova kritika nemške klasične filozofije tej očita, da ne uspe podati odgovora na vprašanje, zakaj religija sploh nastane. Marx Feuerbachu na primer očita, da ta sicer uspe vzpostaviti, da je religija projekcija samega človeka v onostranstvo, ampak da še vedno pusti odprto vprašanje, zakaj je takšna projekcija sploh potrebna . 
Odgovor na to vprašanje je treba iskati v materialnih okoliščinah, ki to zavest izoblikujejo: 
»Temelj ireligiozne kritike je: Človek ustvarja religijo, religija ne ustvarja človeka. In sicer je religija samozavedanje in samoobčutje človeka, ki se ali še ni pridobil ali pa se je že zopet izgubil. Toda človek, to ni nikakršno abstraktno, izven sveta ždeče bitje. Človek, to je svet človeka, država, družba, ta država, ta družba producirata religijo, sprevrnjeno zavest sveta zato, ker sta sprevrnjen svet«
Religijske predstave posmrtnega življenja so tako projekcija neizpolnjenih želja materialnega sveta. V posmrtnem življenju so popravljene krivice materialnega sveta, s čimer te krivice dobijo nek višji smisel (da so del širšega božjega načrta). Marx iz tega zaključi, da kritika religije vzpodbudi kritiko materialnih pogojev bivanja, v katerih obstaja. Nadalje je lahko religija dokončno odpravljena le, ko so odpravljeni materialni pogoji za njen obstoj, ko so torej odpravljeni družbeni mehanizmi, ki sistematično povzročajo bedo prebivalstva (tj. z odpravo razredne družbe).

### Odnos med zavestjo in materialnim svetom
Opisati odnos med zavestjo in materialnim svetom kot zgolj enostranskega bi bila pretirana poenostavitev; zavest ni zgolj produkt materialnega sveta, ni le pasivni akter, ampak ravno tako vpliva na materialni svet. Dialektični materializem tega povratnega delovanja ne zanika, ampak mu nasprotno pripiše hierarhično razmerje. Tako so materialni pogoji bivanja tisti, ki prvotno oblikujejo zavest in tudi pogojujejo njen nadaljnji razvoj. Če hoče zavest spremeniti materialni svet, tega ne more storiti po svoji lastni volji, ampak jo pri tem početju omejujejo objektivne okoliščine. Z Marxovimi besedami:
»Ljudje delajo svojo lastno zgodovino, toda ne delajo je, kakor bi se njim zljubilo, ne delajo je v okoliščinah, ki so si jih sami izbrali, temveč v okoliščinah, na kakršne so neposredno zadeli, kakršne so bile dane in ustvarjene s tradicijo.«

### Epistemologija – racionalizem in empirizem
Vprašanje racionalizma ali empirizma je za dialektični materializma površno postavljeno; glavni razlog je v tem, da takšno vprašanje racionalizem in empirizem obravnava kot dva medsebojno izključujoča pristopa. Racionalizem temelji na deduktivnem sklepanju in zavzema stališče, da vednost izhaja iz uma in logike. Za empirizem je nasprotno značilno induktivno sklepanje, temu primerno pa so glavni vir vednosti izkušnje.
Dialektični materializem razvoj vednosti pojmuje kot trajajoči proces, v tem časovnem obdobju pa se omenjena pristopa zamenjujeta in dopolnjujeta. Tako najprej pride do zbiranja podatkov, pri čemer se uporablja empirizem. Temu sledi faza racionalizma, kjer se nabran material organizira v logične sisteme. S tem pa se proces ne konča, saj vseskozi poteka tudi empirični del, novi podatki pa bodisi utrdijo postavljen sistem bodisi ga spremenijo. Racionalizem in empirizem tako v dialektičnem materializmu nista medsebojno izključujoča, ampak dopolnjujoča pristopa. 
Vprašanje »Racionalizem ali empirizem?« je tako netočno, saj sta oba pristopa sama na sebi pomanjkljiva; dialektični materializem ju nasprotno poveže v smiselno celoto, pri čemer upošteva še njuno hierarhično razmerje, torej, kdo določa koga, kako in v katerem vrstnem redu.

## Dialektika kot nasprotje metafiziki
Ključen element dialektičnega materializma je, da preučevani objekt ne pojmuje kot večen in nespremenljiv, ampak kot posledico preteklega razvoja dogodkov (ti potekajo še v sedanjosti). Takšno dojemanje sveta je dialektični materializem podedoval od Heglove dialektike, ki jo postavlja nasproti metafizičnemu pojmovanju. To izhaja iz razbitja znanosti na več specializacij, zorni kot vsake specializacije pa je omejen na preučevanje lastnega področja. Zaradi tega izgubi stik s celoto, za katero posledično predpostavlja konstantnost. Dialektični pristop se vzpostavi z dvema ključnima elementoma: ponovnim povezovanjem individualnih disciplin v celoto in uvedbo časovne komponente (tj. zgodovinskega pregleda). Oboje razširi nabor znanja, iz katerega postane razvidno, da preučevani objekt ni statičen, ampak se tekom časa spreminja.
Primer iz naravoslovja je evolucija, zaradi katere se rastlinske in živalske vrste tekom (daljšega) časovnega obdobja spreminjajo; konkreten primer je razvoj človeka iz človečnjakov ali ptičev iz dinozavrov. 
Primer iz družboslovja je zgodovinski razvoj družb, zaradi katerega se vloge posameznih razredov spreminjajo skozi čas. Buržoazija je, na primer, revolucionarna v svojem boju proti aristokraciji in duhovščini; pri tem fevdalizem nadomesti s kapitalizmom. Sam kapitalizem pa kot razredna družba poraja lastna protislovja. S tem se buržoazija kot vladajoči razred potisnjena v kontrarevolucionarno vlogo: »Orožje, s katerim je buržoazija zrušila fevdalizem, se zdaj obrača proti njej sami.«
Takšen dialektičen odnos buržoazije do revolucije je najbolj razviden v deželah, kjer soobstajata tako kapitalizem (v embrionalnih fazah) kot fevdalizem. V takšnem primeru buržoazija v svojem boju proti fevdalizmu ravno tako mobilizira delavske in kmečke množice, a so v tem primeru razredna nasprotja med proletariatom in buržoazijo že razvite. Buržoazne revolucije v tem primeru ne ogrožajo le fevdalizma, ampak tudi samo buržoazijo; iste sile, ki jih je ta prisiljena mobilizirati v svojem boju (tj. delavce in kmete), se lahko kaj hitro obrnejo tudi proti njej. Buržoazija se tako sicer bori proti fevdalizmu, a je v svojem boju nedosledna; pripravljena je, na primer, sklepati kompromise s plemstvom (ki ga tudi opozarja pred nevarnostjo revolucije). Nadaljnji razvoj dogodkov vodi  do združenega nastopa vladajočih razredov proti grožnji (komunistične) revolucije.

### Teza, antiteza in sinteza
Teza, antiteza in sinteza kot razvoj dogodkov izhajajo iz protislovij, ki izhajajo iz obravnavanega sistema. Prvotno stanje oziroma teza vsebuje v svojih temeljnih mehanizmih delovanja konflikte (protislovja). Z razvojem teze se ti konflikti povečujejo, dokler ne povzročijo prevrata, dokler starega sistema ne nadomestijo z novim: z antitezo. A tudi antiteza, tako kot prvotna teza, vsebuje notranja protislovja. Ta se, tako kot pri tezi, sčasoma povečujejo, dokler ne postanejo neznosna tudi za antitezo, ki jo nadomestijo z novim sistemom: sintezo.
Antiteza je tako negacija teze, sinteza pa negacija antiteze. Proces pa ni krožen; dvojna negacija (oz. negacija negacije) ne privede nazaj v prvotno stanje. Sinteza tako ni enaka tezi; iz antiteze ne more nastati nazaj teza, saj je antiteza nastala ravno iz protislovij teze. 
Primer razvoja po modelu teza-antiteza-sinteza je prehod iz fevdalizma v kapitalizem, iz kapitalizma pa nato v komunizem; iz vidika lastnine je to kmečka privatna lastnina-kapitalistična privatna lastnina-družbena lastnina. Pod kmečko privatno lastnino je družbena produkcija razdrobljena. Kapitalistična privatna lastnina jo z vzpostavitvijo nacionalnega trga poveže v celoto na družbeni ravni. Kapitalistična privatna lastnina pa ima lastna notranja protislovja; njena produkcija je kolektivnega značaja, kljub temu pa prisvajanje njenih produktov poteka v okviru privatne lastnine. To protislovje se razreši s kolektivizacijo produkcijskih sredstev; s tem je tudi odpravljeno nasprotje med značajem produkcije ter prisvajanjem njenih produktov. Delavčeva privatna lastnina bi bila primer vrnitve v tezo. Takšna zahteva ne razreši protislovij kapitalizma, ampak jih dodatno poglobi; s tem povsem ignorira kolektivni značaj kapitalistične produkcije in zahteva povratek k stanju, iz katerega je kapitalizem sploh nastal. 

### Kvantiteta in kvaliteta
V dialektičnem materializmu kvantitativne spremembe na določeni stopnji povzročijo tudi kvalitativne spremembe; to je tudi pomen fraze, da kvantiteta postane kvaliteta. Koncept kvantitativno-kvalitativne ni bil odkrit šele z dialektičnim materializmom, ampak ga je ta prevzel od dialektike nemške klasične filozofije (natančneje: Hegla).
Takšno povezavo med kvantiteto in kvaliteto lahko najdemo tudi v naravi. Primer je natezni preizkus (obremenjevanje materiala). Sprememba v notranji obremenitvi materiala je popolnoma kvantitativna. Kljub temu pa ima ta kvantitativna razlika kvalitativne posledice; ob 100MPa (1000 bar) se material npr. ne bo trajno deformiral, če ga izpostavimo obremenitvi 1000MPa, bo počil. Dodaten primer je utrujanje materiala; material lahko neko obremenitev na primer prenese 1000-krat, ampak se bo ob isti obremenitvi zlomil, če ji bo izpostavljen 100'000-krat.
Na področju družbenih sprememb je primer kvantitativno-kvalitativnega preskoka industrijska revolucija. Prvotni stroji, ki so še bili na ročni pogon in ki jih je upravljal en človek, še niso spodkopali kmečke privatne lastnine in cehov. Ko so stroji postali zmogljivejši in večji, ročno moč pa je zamenjala para, so dobili premoč nad ročnim delom. Povečana produktivnost, ki je bila posledica razvoja strojev, je sama na sebi kvantitativna sprememba, ampak je ta kvantitativna sprememba sprožila kvalitativno spremembo; bila je tehnična podlaga za vzpon kapitalizma.
Dodaten primer iz področja kapitalistične produkcije je pretvorba vrednosti v kapital. Poljubna vsota denarja se ne more pretvoriti v kapital, ampak mora preseči določen minimum. Denarja mora biti dovolj za nakup produkcijskih sredstev in najetje delovne sile; kreditni sistem in delniške družbe te omejitve ne rešijo. Dokler zahtevana vsota vrednosti ni dosežena, ta ne more delovati kot kapital; ko je ta vsota dosežena ali presežena, se lahko vrednost pretvori v kapital, zato je ta preskok primer kvantitativno-kvalitativne spremembe. Iz Kapitala:
»Tu kakor v prirodoznanstvu se potrjuje pravilnost zakona, ki ga je odkril Hegel v svoji »Logiki«, da se na določeni točki zgolj kvantitativne spremembe spremene v kvalitativne razlike.
Minimum vsote vrednosti, s katerim mora razpolagati posamezni lastnik denarja ali blaga, da se lahko razvije v kapitalista, je na različnih razvojnih stopnjah kapitalistične produkcije različen, in na dani razvojni stopnji spet različen v posameznih produkcijskih področjih v skladu z njihovimi posebnimi tehničnimi pogoji«

## Historični materializem
Historični materializem je aplikacija dialektičnega materializma na zgodovinski razvoj družbe. Dialektični materializem poudarja, da ni misel tista, ki izoblikuje materialni svet (ta vključuje tudi družbene odnose), ampak je nasprotno materialni svet tisti, ki prvi določa stanje zavesti. Če to apliciramo na zgodovinski razvoj, to pomeni, da pri obravnavanju nekega konkretnega družbenega stanja, kot na primer družbene razredne strukture ali stanja svetovne politike, tega stanja nikoli ne smemo obravnavati kot nekaj, kar je popolnoma izolirano v času in bi obstajalo že od nekdaj, ampak nasprotno kot produkt dolgotrajne zgodovine.
To je še posebej pomembno pri analizi tako družbenih bojev kot družbene ideologije danega zgodovinskega obdobja. Primer večjega družbenega dogodka, ki ga moramo ustrezno obravnavati v zgodovinskem kontekstu, je vzpon fašizma v 30' letih 20. stoletja; primer iz Marxovih del je državni udar Napoleona III v Franciji leta 1851.
Poznavanje zgodovinskega konteksta (tako lokalnega kot mednarodnega) je ravno tako izrednega pomena pri analiziranju družbene ideologije. Takšen primer je reformacija, ki je bila ideološki konflikt le površinsko. Ob podrobnejšem pogledu se izkaže, da je bilo za nasprotujoče si ideološke pozicije odločilno njihovo razredno ozadje; razredni konflikti so se prikazovali kot ideološki konflikti, kjer so tudi iskali legitimacijo svojih pozicij. Ravno od te razredne pozicije je bilo tudi odvisna, na kakšni podlagi je temeljila opozicija rimokatoliški cerkvi: plemstvo je na primer zahtevalo revno cerkev, da bi s tem oslabilo položaj duhovščine; kmečka verzija je nasprotovala tako duhovščini kot plemstvu.
Na tem tudi temelji koncept družbene baze in nadstavbe; bazo sestavljajo družbeni produkcijski odnosi, nadstavbo pa družbena zavest (npr. filozofija, kultura, religija...) ter ostale družbene institucije, ki naslavljajo vprašanje medčloveških odnosih (npr. pravo). Nadstavba ima takšno ime, ker njena vsebina ni nadzgodovinsko podana, ampak se nasprotno spreminja glede na bazo, na kateri stoji. 
Na primer: privatna lastnina se pojavlja tako v suženjstvu, fevdalizmu kot v kapitalizmu. Kljub skupnemu imenu pa so med temi lastninami velike razlike; pri prvi pod privatno lastnino spada tudi človek, pri drugi govorimo o kmečki privatni lastnini, pri tretji pa o kapitalistični privatni lastnini in mezdnemu delu. 
Tudi pravna definicija privatne lastnine tako ni nadzgodovinska tvorba, ampak je nasprotno odsev prevladujočih produkcijskih odnosov iz družbene baze; spremembam v bazi sledijo spremembe v nadstavbi, ne obratno. Takšno pojmovanje je postavljeno kot nasprotje idealistični dialektiki, kjer je nasprotno baza tista, ki se prilagaja spremembam v nadstavbi.